# بوستن مانور (محطة مترو أنفاق لندن)
بوستن مانور (بالإنجليزية: Boston Manor)‏ هي إحدى محطات مترو أنفاق لندن.
}}</ref> تقع على خط بيكاديلي أفتتحت في المنطقة (Zone) رقم 4 أفتتحت في 1 مايو 1884.